# هانس كراغ
هانس كراغ (بالنرويجية البوكمول: Hans Krag)‏ هو مترجم ومؤرخ نرويجي، ولد في 14 ديسمبر 1904، وتوفي في 27 يناير 1984.